# Raphia
Raphia es un género de plantas fanerógamas perteneciente a la familia  de las palmeras (Arecaceae), es el único género de la subtribu Raphiinae. Está constituido por aproximadamente veinte especies nativas todas ellas de África; la única especie del género que existe en estado natural fuera del continente africano es el yolillo (Raphia taedigera) que es oriunda de las zonas húmedas de América Central y del Sur, además del oeste de África.

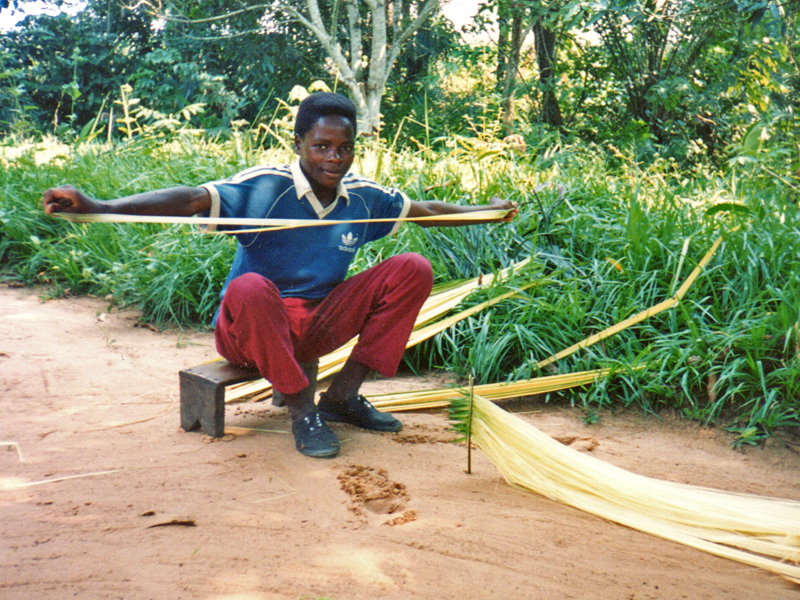
Remover las fibras de las hojas son el primer paso para aprovecharlas, provincia de Bandundu, República Democrática del Congo.

## Descripción
Son palmas grandes, agrupadas, armadas, hapaxantas; con tallos de 2–9 (–15) m de alto y  30 cm de diámetro, cubiertos por las bases traslapadas de las hojas, raíces formando densos neumatóforos sobre el nivel de las aguas; plantas monoicas. Hojas pinnadas, erectas, 12–15 m de largo, recurvadas apicalmente y con 100 o más pinnas; pinnas irregularmente dispersas, subopuestas, 100–200 cm de largo y 4–5 cm de ancho, brillantes, lánguidas en el ápice, nervio principal prominente con nervios secundarios fuertes a cada lado, ápice largamente puntiagudo, furfuráceo lepidoto en el nervio principal abaxialmente, márgenes armados con acúleos inconspicuos; vaina marcadamente fibrosa, pecíolo inconspicuo, 15–20 cm de grueso en la base. Inflorescencias terminales, variadamente ramificadas, ramas principales 3–5, arqueadas a péndulas, 200–500 cm de largo, ejes ocultos por numerosas brácteas envainadoras y traslapadas, éstas progresivamente más pequeñas hacia las raquillas terminales; raquillas dísticas, flores pistiladas generalmente arregladas a lo largo de la porción basal y las estaminadas arregladas distalmente; flores estaminadas cada una rodeada por una bractéola cupuliforme, bicarinada, cáliz cupuliforme, pétalos valvados, connados basalmente, estambres 6 (–20?); flores pistiladas cada una con 2 bractéolas persistentes, cáliz entero a ligeramente lobado formando un tubo que encierra a la corola, anillo estaminodial lobado. Frutos ovoide-oblongos, 5–7 cm de largo y 3–4 cm de diámetro con un rostro corto, agudo y terminal, truncado, completamente cubierto con placas escamosas, éstas traslapadas, reflexas, café-anaranjado lustrosas y con márgenes escariosos, mesocarpo aceitoso, suave cuando maduro; semilla 1, 4.5–8 cm de largo y 2.7–4.5 cm de diámetro, endosperma ruminado, eofilo generalmente pinnado, raramente bífido.

## Usos

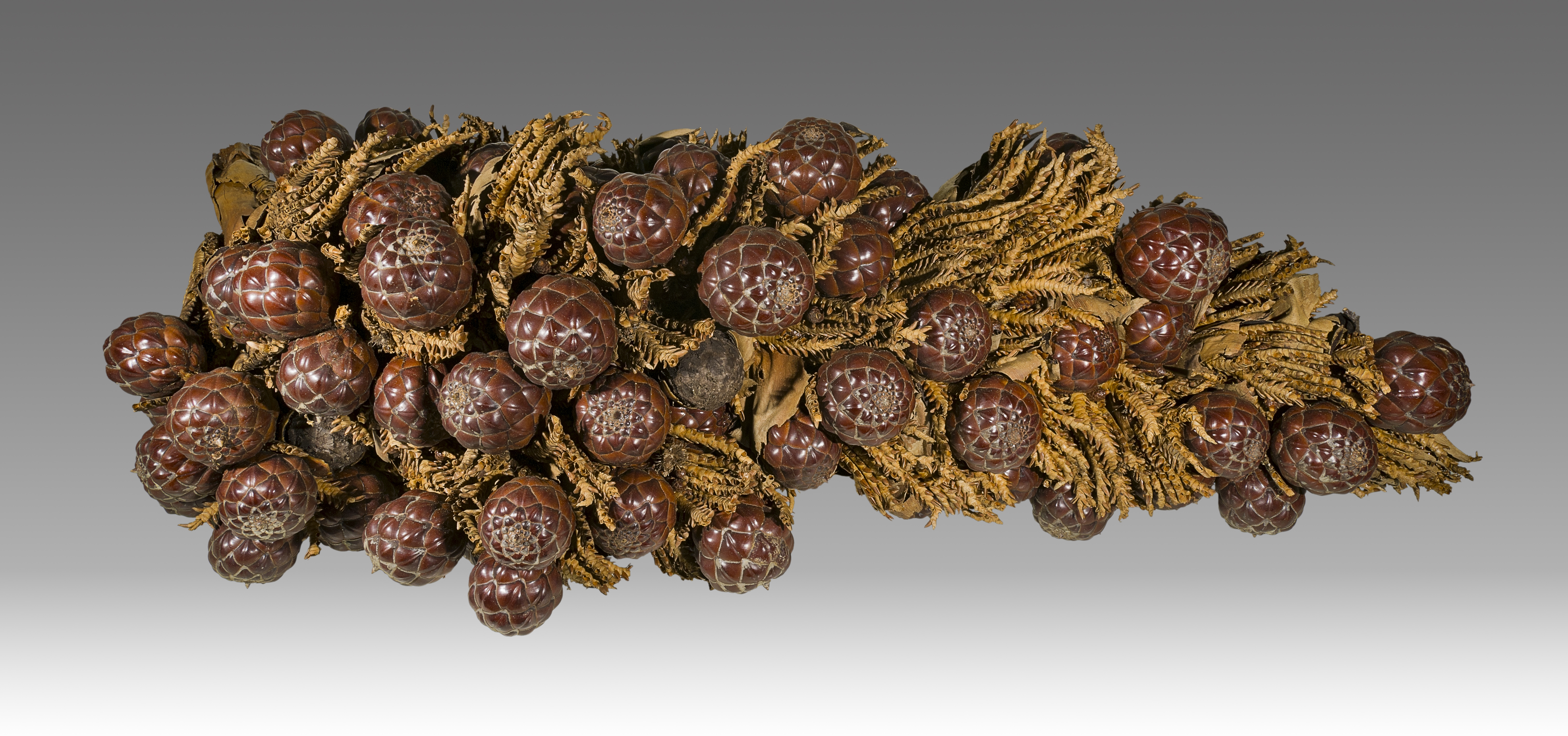
Frutas – Museo de Toulouse

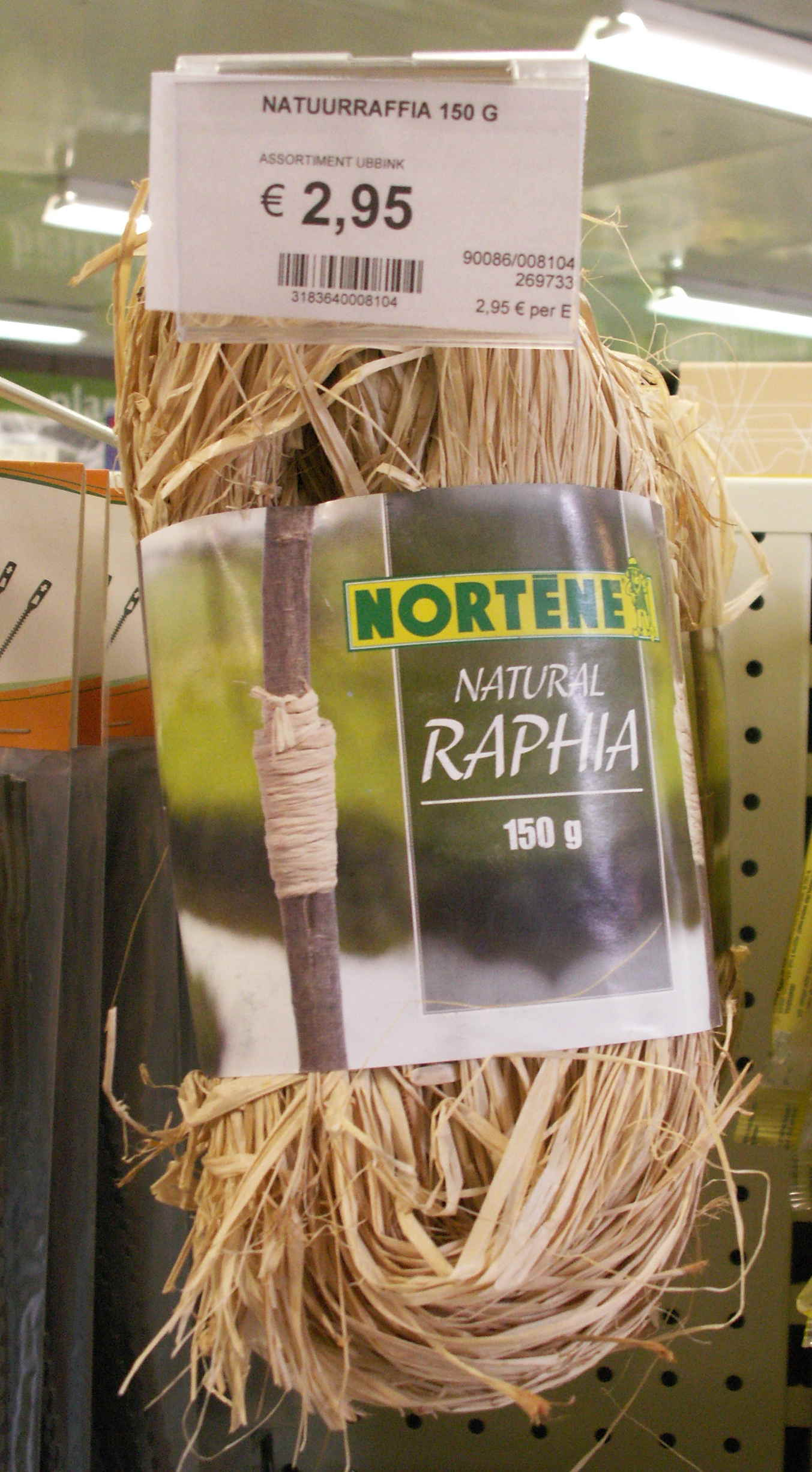
La rafia se usa en injertos en árboles.

Las fibras de las especies de rafia son usadas con múltiples propósitos, uno de los cuales es la confección de ropa.
La fibra de las especies de rafia tiene múltiples usos especialmente en el campo textil y en la construcción. La fibra se ha utilizado para hacer desde sombreros a zapatos y  objetos decorativos.
Para injertar árboles frutales primero se moja la fibra y después se utiliza para ligar las partes abiertas con la navaja, para este objetivo la rafia tiene la ventaja de la flexibilidad que permite que las heridas en el árbol se recuperen bien.
De la savia de la planta se obtiene una bebida.  Una vez fermentada y destilada se obtiene una bebida de alta graduación alcohólica llamada Ogogoro. El procedimiento de obtención de la savia mata el árbol.
La planta de la rafia es importante en diversas culturas: como la de la provincia de Bohol, en Filipinas; los Kuba, en la República Democrática del Congo; los Nso, en Camerún; y los Igbo, Ibibio/Annang y los Yoruba en Nigeria, entre otros.

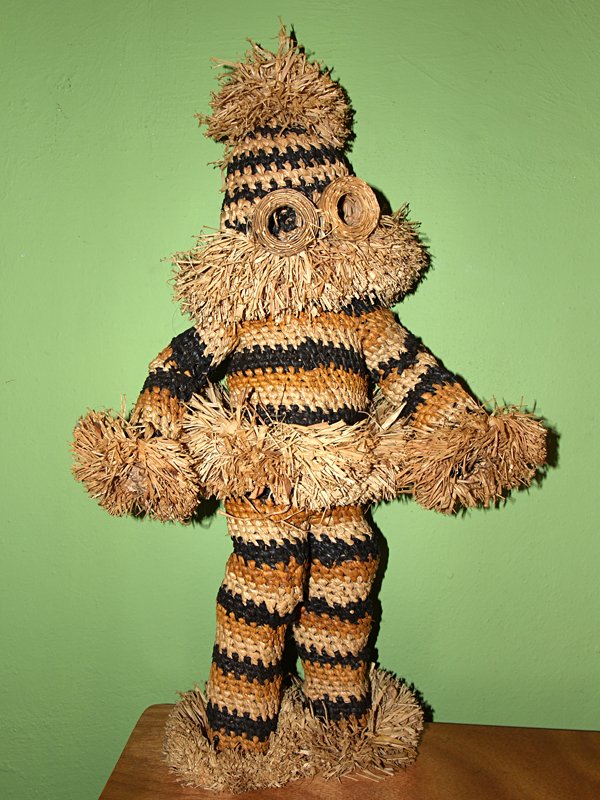
Las fibras son tejidas para hacer un Munganji, usado en ceremonias Bapende en la región Gungu Provincia de Bandundu, República Democrática del Congo.

## Taxonomía
El género fue descrito por Ambroise Marie François Joseph Palisot de Beauvois  y publicado en Flore d'Oware 1: 75–77, t. 44–46. 1804[1806].
Etimología
Raphia: nombre genérico derivado del nombre vernáculo malgache, rofia.

## Especies
- Raphia africana Otedoh
- Raphia australis Oberm. & Strey
- Raphia farinifera (Gaertn.) Hyl.
- Raphia gentiliana De Wild.
- Raphia hookeri G.Mann & H.Wendl.
- Raphia laurentii De Wild.
- Raphia longiflora G.Mann & H.Wendl.
- Raphia mambillensis Otedoh
- Raphia mannii Becc.
- Raphia matombe De Wild.
- Raphia monbuttorum Drude
- Raphia palma-pinus (Gaertn.) Hutch.
- Raphia regalis Becc.
- Raphia rostrata Burret
- Raphia ruwenzorica Otedoh
- Raphia sese De Wild.
- Raphia sudanica A.Chev.
- Raphia taedigera (Mart.) Mart.
- Raphia textilis Welw.
- Raphia vinifera P.Beauv.